# Sông Abra
Sông Abra là con sông lớn dài  206 kilômét (128 mi) ở bắc phần đảo Luzon, thuộc Philippines. Sông này còn có tên là sông Lagben. Lưu vực sông Abra chiếm diện tích 5.125 kilômét vuông (1.979 dặm vuông Anh). Sông xuất phát từ Núi Data thuộc tỉnh Benguet.

## Địa lý
Sông Abra khởi nguồn từ mặt nam núi Data, tỉnh Benguet, chảy về hướng tây, suốt tỉnh Abra và đổ ra Biển Đông ở Cervantes, Ilocos Sur. Sông Abra nhận nước của sông Tineg ở thị xã  Dolores. Tineg là phụ lưu chính của sông Abra.